# Lycodon flavomaculatus
Lycodon flavomaculatus är en ormart som beskrevs av Wall 1907. Lycodon flavomaculatus ingår i släktet Lycodon och familjen snokar. Inga underarter finns listade i Catalogue of Life.
Denna orm förekommer i centrala och västra Indien. Arten lever i kulliga områden mellan 50 och 800 meter över havet. Individerna vistas i städsegröna och lövfällande skogar, ofta vid skogskanten, samt i angränsande gräsmarker. Födan utgörs av geckoödlor och daggmaskar. Honor lägger troligtvis ägg.
Beståndet hotas regionalt av landskapsförändringar. Hela populationen antas vara stor. IUCN listar arten som livskraftig (LC).